# Cơm tấm

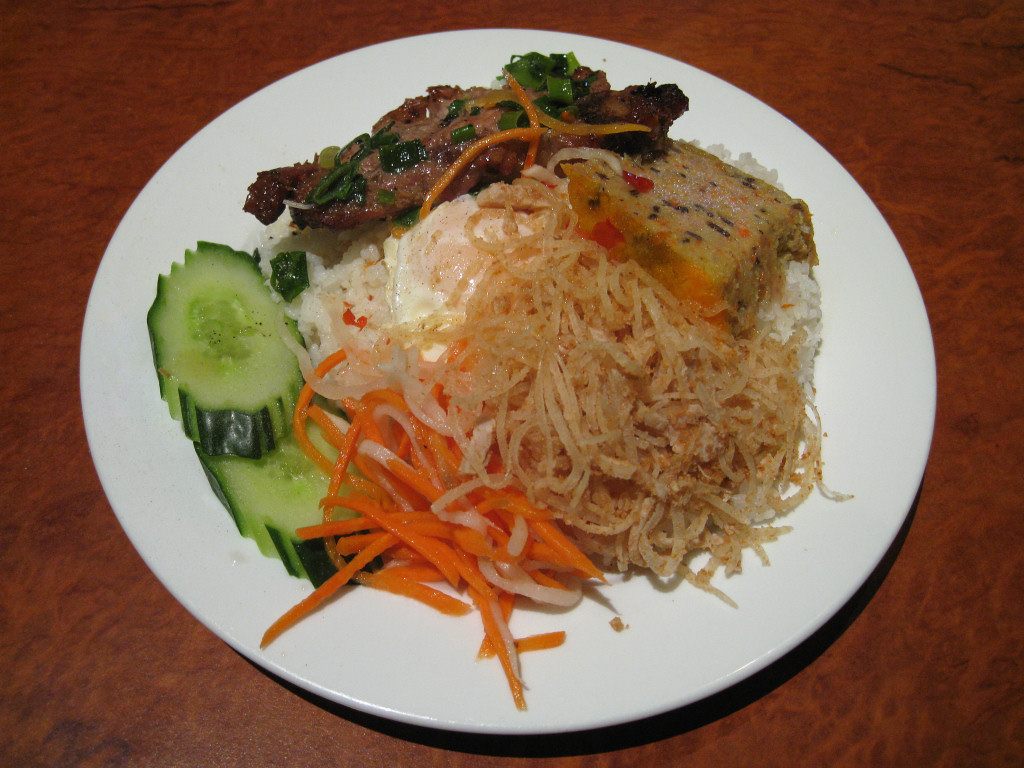
Cơm tấm con cerdo a la parrilla, cerdo en tiras, piel de cerdo, huevo frito, filete de cerdo, zanahoria encurtida y pepino en rodajas.

El cơm tấm es un arroz cocido vietnamita de granos rotos. Tấm alude a los granos de arroz rotos y cơm al arroz cocido.
Suele servirse con cerdo a la parrilla (ya sean costillas o tiras) además de una receta llamada bì (cerdo en tiras finas mezcladas con piel de cerdo cocida y finamente rallada) sobre arroz roto. El arroz y carne se sirve con diversa verdura y vegetales encurtidos, además de pastel de pasta de gamba, trứng hấp (huevo cocido) y gambas a la parrilla. Los restaurantes sirven típicamente este popular plato combinado de arroz con un cuenco pequeño de nước chấm, además de un pequeño tazón de caldo de sopa (canh) con puerro chino (para despejar la gargante).